# Equipe (casa discografica)
L'Equipe Dischi s.r.l. fu una casa discografica italiana attiva tra il 1965 e il 1974, anno in cui chiuse per fallimento.

## Storia dell'Equipe
L'Equipe fu fondata ad ottobre del 1965 da Italo Allione, figlio di Abramo Allione, fondatore delle edizioni musicali Allione  (a cui l'etichetta resterà legata); Italo ne divenne anche direttore artistico.
La sede dell'etichetta, in un primo tempo in via Borgogna 7 a Milano, venne spostata nel 1969 in via Enrico Toti 4, sempre a Milano.
Nel corso della sua attività ebbe modo di lanciare diversi cantanti, ma quello di maggior successo fu Delfo, che partecipò a Un disco per l'estate nel 1968 con Un paese matto.
Altri artisti, già noti, dell'etichetta furono Nilla Pizzi (che per l'Equipe pubblicò nel 1973 il bell'album dedicato all'emigrazione intitolato Con tanta nostalgia), Lalla Castellano e il gruppo beat dei Gems.
L'Equipe ebbe anche un'etichetta satellite, l'Eva.

## Discografia
Per la datazione ci si basa sull'etichetta del disco, o sul vinile o, infine, sulla copertina, qualora nessuno di questi elementi avesse una datazione, ci si basa sulla numerazione del catalogo, se esistenti, sono riportati oltre all'anno il mese e il giorno (quest'ultimo dato si trova, a volte, stampato sul vinile).

### 33 giri
| Numero di catalogo | Anno | Interprete     | Titoli                   |
| ------------------ | ---- | -------------- | ------------------------ |
| EQLP 1001          | 1966 | Eraldo Volontè | Jazz (now) in Italy      |
| EQLP 1002          | 1968 | Pippo Baudo    | Pippo Baudo racconta     |
| EQLP 1003          | 1969 | Nilla Pizzi    | Le canzoni degli anni 20 |
| EQLP 1005          | 1970 | Nilla Pizzi    | Scritte per me           |
| EQLP 1006          | 1972 | Nilla Pizzi    | Con tanta nostalgia      |

### 45 giri
| Numero di catalogo | Anno | Interprete            | Titoli                                                  |
| ------------------ | ---- | --------------------- | ------------------------------------------------------- |
| EQ 0101            | 1966 | Delfo                 | Non credere a lui/Era come te                           |
| EQ 0102            | 1966 | Renato Cardinaletti   | Fermete notte de Roma/D'ogni tempo e stagione           |
| EQ 0103            | 1966 | Paolo Ferrara         | Sta a te/Sono uno di voi                                |
| EQ 0104            | 1967 | Lalla Castellano      | Non può cambiare il mondo/È ora di dire la verità       |
| EQ 0105            | 1967 | Delfo                 | Dietro la porta della nostra casa/Nelle tue mani        |
| EQ 0106            | 1967 | The Black Stars       | Shakin' all over/Remember (Walkin' in the sand)         |
| EQ 0107            | 1967 | The Black Stars       | Scrivo sui muri/Ci fermiamo due minuti                  |
| EQ 0108            | 1967 | Lalla Castellano      | Un grande abbraccio/Ciò che è giusto per noi            |
| EQ 0109            | 1967 | The Black Stars       | Lonely Girl/Don't Fight it                              |
| EQ 0111            | 1967 | I Diavoli neri        | Tu contro tutti/Quando un uomo ama una donna            |
| EQ 0112            | 1967 | Gems                  | Innamorati unitevi/Seduto per terra                     |
| EQ 0113            | 1967 | Lando e Luca          | Quello che ho perduto/Seduto per terra                  |
| EQ 0114            | 1967 | Solidea               | Tre volte sì/Sino a ieri                                |
| EQ 0115            | 1967 | Noris De Stefani      | Dammi il numero del cielo/Va via                        |
| EQ 0117            | 1968 | Delfo                 | Un paese matto/Se esisti                                |
| EQ 0122            | 1968 | Lalla Castellano      | Un pensiero...una lacrima/Un ragazzo qualunque          |
| EQ 0123            | 1969 | Delfo                 | Sei fuggita da una favola/Anche così                    |
| EQ 0124            | 1969 | Delfo                 | Si trova sempre un treno che parte e va/Dedicata a Rita |
| EQ 0125            | 1969 | Delfo                 | Il vento della notte/Ma che ragazza                     |
| EQ 0126            | 1970 | Spaventapasseri       | Volere bene a tutti/Bu ga boo                           |
| EQ 0129            | 1971 | Nilla Pizzi           | Bambino/Mi piace la gente                               |
| EQ 0132            | 1971 | Le Volpi Blu          | Ti ricordi padre mio/Nella mente solo te                |
| EQ 0133            | 1971 | Waterloo              | Waterloo/Fuochi artificiali                             |
| EQ 0148            | 1971 | Jean Paul & Angelique | Flute's wind/Harmattan                                  |

### 45 giri - Serie EQS
Con questa sigla l'Equipe pubblica nel 1969 su 45 giri tutte le canzoni contenute nell'album Le canzoni degli anni 20 di Nilla Pizzi
| Numero di catalogo | Anno | Interprete  | Titoli                                                  |
| ------------------ | ---- | ----------- | ------------------------------------------------------- |
| EQS 1              | 1969 | Nilla Pizzi | Tzigana/Le scimmiette del Brasile                       |
| EQS 2              | 1969 | Nilla Pizzi | Nannì (Una gita a li castelli)/Le signorine da marito   |
| EQS 3              | 1969 | Nilla Pizzi | Tango delle rose/Nilo blu                               |
| EQS 4              | 1969 | Nilla Pizzi | Ninna nanna delle 12 mamme/Sotto il cielo delle Antille |
| EQS 5              | 1969 | Nilla Pizzi | Creola/Cocottina                                        |
| EQS 6              | 1969 | Nilla Pizzi | Tango della malavita/Tutte le donne fanno così          |